# Miquel Forns i Fusté
Miquel Forns i Fusté (Sitges, 7 de desembre del 1971) és tècnic en bibliologia i alcalde de Sitges.
Militant de CDC des de jove (entrà a la Joventut Nacionalista de Catalunya el 1988), va ser designat per encapçalar la llista de Convergència i Unió per a les eleccions municipals del 2007. Va sortir escollit regidor, però no fou fins a les eleccions del 2011 que ocupà l'alcaldia sitgetana. En l'actualitat (2014) és president de Convergència i Unió a Sitges.
El 13 de juny de 2015 és reescollit novament com a batlle de Sitges, formant govern en minoria fruit d'un pacte conjunt signat amb Esquerra Republicana de Catalunya (ERC).
Per a les eleccions municipals del 2019, opta per tancar la llista de Junts per Sitges com a número 21 i no presentar-se com a alcaldable, la qual encapçala Mònica Gallardo i Montornès.
Molt vinculat a la vida local, ha participat activament en la Festa Major de Sitges (durant anys formà part del ball de la Moixiganga i com portador dels gegants de la vila), el Carnaval de Sitges (i participà en la Comissió de Carnaval del Casino Prado) i la processó de Setmana Santa. Ha format part de la Comissió de Festes del barri de les Cases Noves i de l'Associació d'Antics Alumnes i Amics de l'Escola Pia de Sitges, així com ha participat en la secció de Triatló del Club Natació Sitges, l'Elenc Artístic del Patronat, al grup Gent de Teatre de Sitges i al centre d'esplai la Moixiganga.
Pels seus estudis sobre el folklore local, obtingué els premis Folklore de Sitges (1997 i 2002), i l'Eugeni Molero de Periodisme i Investigació garrafencs.

## Publicacions
- Actes oficials, fets i anècdotes de la Festa Major de Sitges (1853-1996).  Sitges: Grup d'Estudis Sitgetans (GES), 1999 (Estudis sitgetans, 27). ISBN 8429745955. Premi de Folklore de Sitges Jofre Vilà 1997
- Forns i Fusté, Miquel (dir). Cinc mirades al carnaval de Sitges: segles XV-XX.  Sitges: Societat Recreativa El Retiro, 2000. ISBN 8460715035.
- Santa Tecla: vaivens de la Festa Major petita'.  Sitges: GES, 2007 (Estudis sitgetans, 30). Premi de Folklore de Sitges Jofre Vilà 2002